# Dieblich
Dieblich település Németországban, Rajna-vidék-Pfalz tartományban. Lakosainak száma 2629 fő (2023. december 31.).

## Népesség
A település népességének változása:
| Lakosok száma | 1709 | 2597 | 2640 | 2607 | 2633 | 2629 |
|               | 1975 | 2017 | 2019 | 2021 | 2022 | 2023 |